# Let Women Alone
Let Women Alone è un film muto del 1925 diretto da Paul Powell.

## Produzione
Il film fu prodotto dalla Peninsula Studios negli stabilimenti della casa di produzione a San Mateo, in California.

## Distribuzione
Il copyright del film, richiesto dalla Peninsula Studios, Inc., fu registrato il 13 gennaio 1925 con il numero LP21027. Distribuito dalla Producers Distributing Corporation, il film uscì nelle sale degli Stati Uniti il 4 gennaio 1925.
Non si conoscono copie ancora esistenti della pellicola che viene considerata presumibilmente perduta.